# کاروانسرای لرد محیا
 کاروانسرای لَردِ محیا  آثاری تاریخی و باستانی در سره راه ارتباطی شهرستان لار به بستک.
 لَرد مَحیا  تفریحگاهی است از توابع بخش مرکزی شهرستان بستک در غرب استان هرمزگان در جنوب ایران واقع شده‌است.
 کاروانسرای لَردِ محیا  در چند کیلومتری جاده ارتباطی بستک به لار، و در سمت جنوب غربی کوه گردنه پاسخند به گویش محلی «کُتَل پاسخند» واقع شده‌است، به صورتی‌که اگر از روی گردنه پاسخند (راه اتومبیل رو) به سوی قبله نظر نمائید کاروانسرا و آب‌انبار (برکه) «لَرد مَحیا» مشاهده می‌شوند. در دشت لرد محیا در حدود ۱۰۰ من جو و گندم می‌توان کشت نمود. این مکان نزد مردم بستک هرمزگان به
بنگر بیخ نیز مشهور است.

## تفریحگاه سید محیا شاعر جنوب
«بنگر بیخ» جای بسیار معروفی است در منطقهٔ لارستان و بستک. شاعر خوش قریحهٔ جنوب و بستک هرمزگان سید محیا، «بنگر بیخ»، جایگاه تفریح و شکار خود قرار داده بودند.
محیا با دوستان و رفیقان خود در اینجا به شکار و تفریح به گویش محلی (گشت و طبخ) می‌رفته‌اند در اوائل قرن یادهم هجری قمری. چنانکه از این بیت شعر که سروده خود سید محیا است نشان می‌دهد:
| چه خوش باشد هوای «بنگر بیخ» |  | کباب پازنان باشد سر سیخ    |
| شکار افکند محیا با رفیقان   |  | به سِت و اربعین و الف تاریخ |

منظور از سِت و اربعین و الف تاریخ: سال ۱۰۴۶ هجری  قمری می‌باشد که محیا با رفیقانش در اینجا  بنگر بیخ  به شکار رفته بودند. این مکان به لهجه محلی ( لَرد مَحیا ) نیز نامیده می‌شود.  کاروانسرای لَردِ محیا   تا امروز به صورت سالم باقی مانده‌است و رهگذران در آن اتراق می‌کنند، و یادگاری از شاعر محبوب جنوب است که در اوائل سدهٔ یاز ده هم هجری قمری می‌زیسته‌است. روایت است که شاعر سید محیا زیباترین اشعارش در کنار و گوشهٔ این مکان سروده‌است.